# Корабни устройства
Корабни устройства (механизми) е традиционен обобщаващ термин, включващ корабно оборудване с определени характеристики.
Другият термин, често употребяван относно корабни устройства, е корабни системи.
Терминът съответства на общото определение за техническо устройство, но с изключения. Например, към корабните устройства се отнася устройство за работа на дизелов двигател под вода (РДП), макар то да е съвкупност от елементи, които изпълняват конкретна функция, а не отделен механизъм или машина, т.е. този пример носи признаците на корабна система.
Корабните устройства се делят на следните групи:
- рулево устройство,
- котвено устройство,
- връзващо и тласкащо устройство,
- влекално устройство,
- спасителни средства и устройства.